# Острожно-при-Лочах
Острожно-при-Лочах (словен. Ostrožno pri Ločah) — поселення в общині Словенське Коніце, Савинський регіон, Словенія. Висота над рівнем моря: 417,4 м.